# 蒙佩罗内
蒙佩罗内（義大利語：Momperone），是意大利亚历山德里亚省的一个市镇。总面积8.59平方公里，人口218人，人口密度25.4人/平方公里（2009年）。ISTAT代码为006098。